# هبرتسفلدن
هبرتسفلدن (به آلمانی: Hebertsfelden) یک شهر در آلمان است که در بایرن واقع شده‌است.

## خصوصیات
هبرتسفلدن ۴۹٫۷۸ کیلومترمربع مساحت دارد ۳۹۵-۴۷۰ متر بالاتر از سطح دریا واقع شده‌است.